# Синська алка
Синська алка - кінні змагання, що проводяться в хорватському місті Синь кожну першу неділю серпня з 1715 року  Змагання проходять на честь хорватсько-венеційської перемоги в османсько-венеційській війні 14 серпня 1715 р.. Тоді місцевому християнському населенню у кількості 700 хорватів вдалося захистити місто від 60 000 османських солдатів на чолі з Мехмедом-пашею Челічем.  Через цю перемогу венеційці зберегли контроль над містом.

## Учасники
Тільки чоловіки, народжені в Четинській країні (область вздовж долини річки Цетина в околицях Синя), можуть брати участь в Алці.   Великий привілей брати участь у цьому турнірі. Воєвода ("герцог") Алки - церемоніальний титул, що представляє полководця алкарів. Це велика честь стати Алкарем, адже вони відтворюють історію, та й костюми у них такі самі, як їх одягали воїни у 18 столітті

## Історія
Синська Алка була створена на початку 18 століття як продовження лицарських змагань, що проводились по всій венеційській Далмації: Задарі, Імоцькій та Макарській. Найдавніша письмова згадка про Алку - у трьох сонетах та оді, написаній італійським поетом Хуліє Баямонті в 1784 році. Найдавнішим офіційним файлом про Алку є лист першого австрійського комісара з Австрії в Далмації графа Раймонда Турна, який він написав командиру Синя Йосипу Грабовацу 10 лютого 1798 року.
Жителі міста Синь вірили, що Синська алка дивом прогнала османів,  допомагаючи їм захищати своє місто. У національне свято Успіння Марії 15 серпня на честь Матері Синської організовується процесія, під час якої вершники в повних регаліях (Алкарі) дефілюють з іконою Богоматері Синської по вулицях міста.
Раніше Алка була організована в інший час, ніж сьогодні, іноді двічі на рік (у роках: 1798 (останній день карнавалу та 9 травня) та в 1818 (15 травня та 6 липня). У 1834 р. він був організований 9 лютого, в 1838 р. - 19 квітня, а в 1855 р. - 4 жовтня через холеру. Алка організовується регулярно 18 серпня у день народження імператора Франца Йосипа, з 1849 року, як це визначено Статутом 1902 року. Відтоді змагання організовуються в серпні.
У 1818 році під час подорожі Далмацією імператор Франциск II відвідав Сінь, і місцеві жителі організували спеціальну Алку на його честь. Імператор нагородив переможця блискучим кільцем вартістю 800 форинтів. Також до 1818 р. Відень нагороджував переможця призом у 100 флоринів, і це, мабуть, було основною причиною продовження цього лицарського турніру. Коли імператор Франц Йосип прийшов до влади в 1848 році, він встановив нагороду в розмірі 100 форинтів. З 1902 по 1914 рік приз, що присуджувався переможцю, становив 4000 крон, а з 1914 по 1918 рік - 600 крон.
Алка неодноразово організовувалася під час візитів правителів чи інших дуже важливих людей. 28 березня 1842 року Алка була організована на честь австрійського ерцгерцога Альбрехта під час його візиту до Синя, а того ж року - 22 жовтня на честь австрійського ерцгерцога Франца Карла.
Алка була організована чотири рази за межами Синя: в 1832 році в Спліті, в 1922 році в Белграді, 1946 році в Загребі і в 2017 році у Вуковарі. Вікко Грабовац був найдовше працюючим алка-герцогом, маючи 28 команд(1908-1936). Бруно Вулетич був алка-герцогом 21 раз (1964-1985), а Іван Вулетич 17 разів (1872 - 1894).

## Правила
«Алка» - це кінні змагання, в яких різні вершники, які їдуть повним галопом, і намагаються ударити по висячому металевому кільцю (алка ). Вони отримують очки відповідно до того, який сектор кільця вони можуть пробити. У 2010 році Синська Алка була внесена до Списків нематеріальної культурної спадщини ЮНЕСКО. 

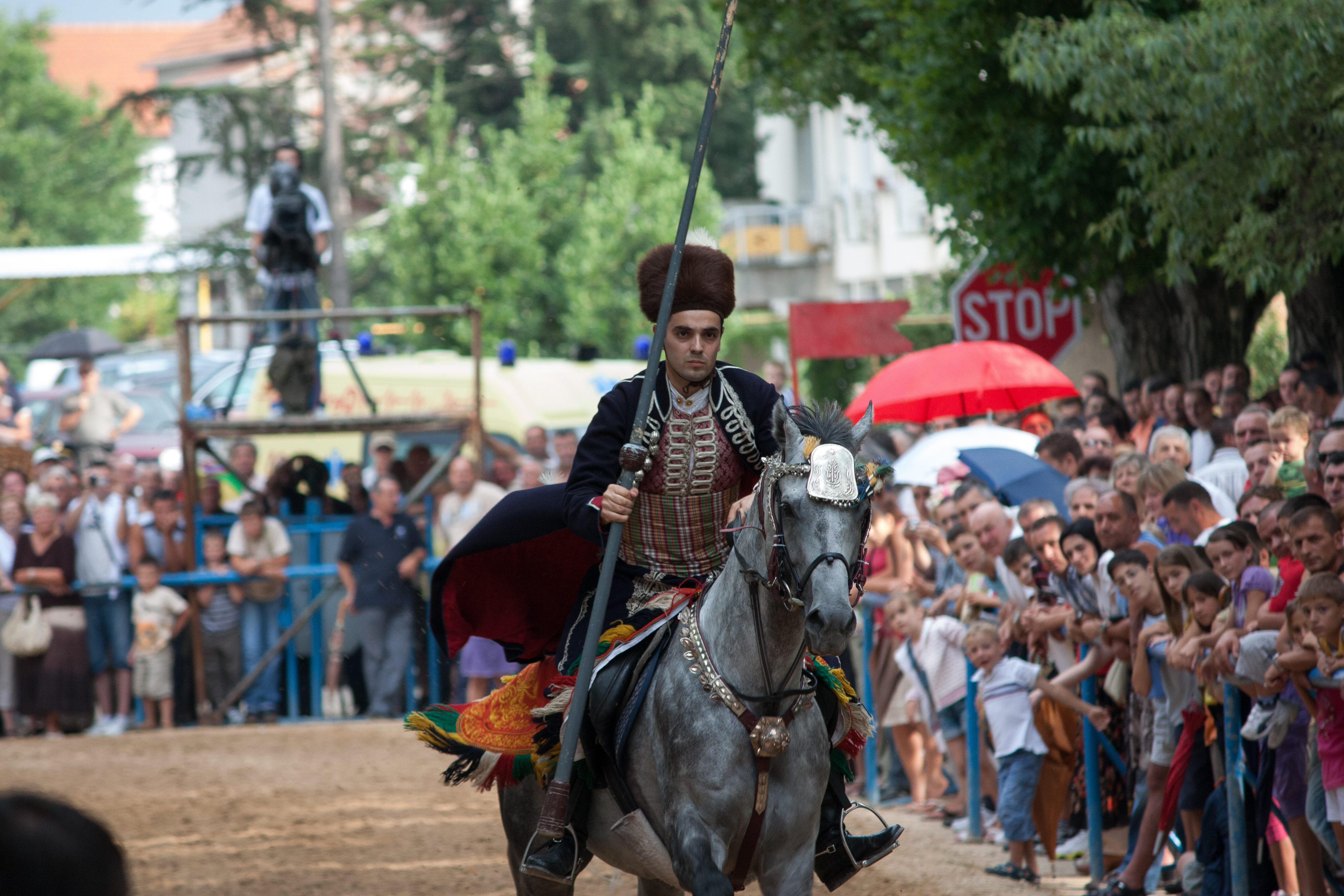
Алкар Анте Зоріка, 4 рази переможець

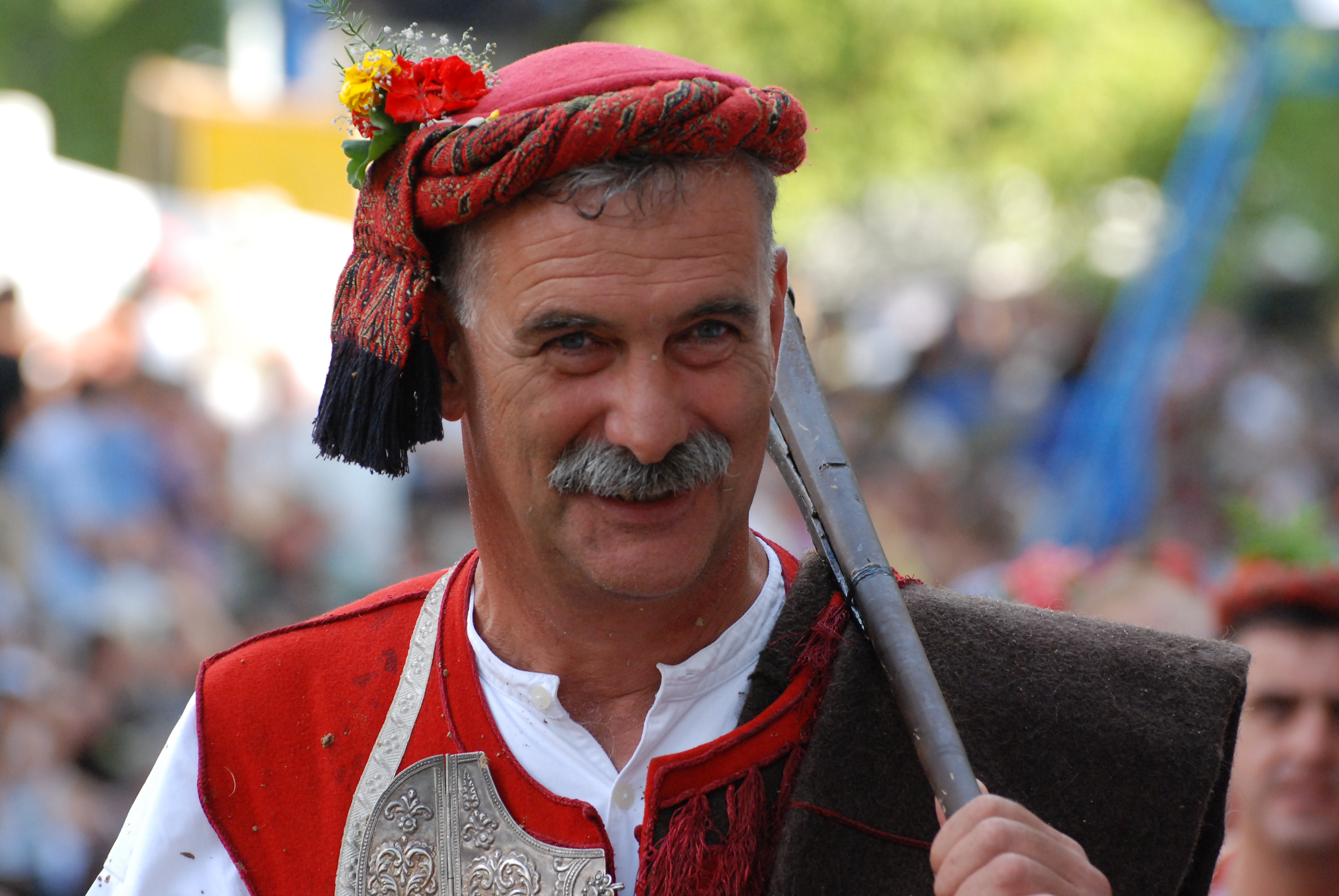
Алкарський помічник

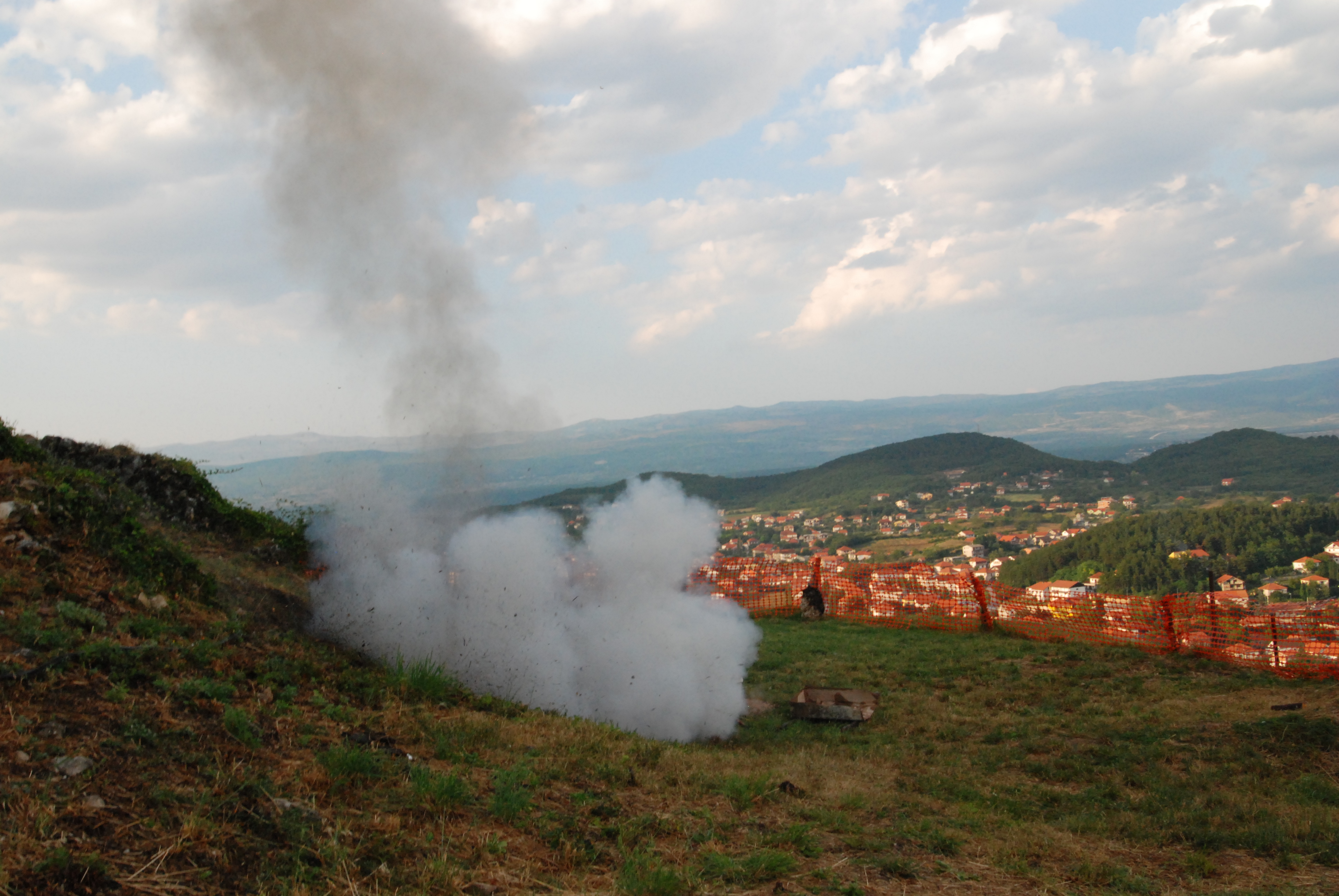
Коли Алкар потрапляє в середину (U sridu), гармата, розміщена на горі над Синєм, стріляє

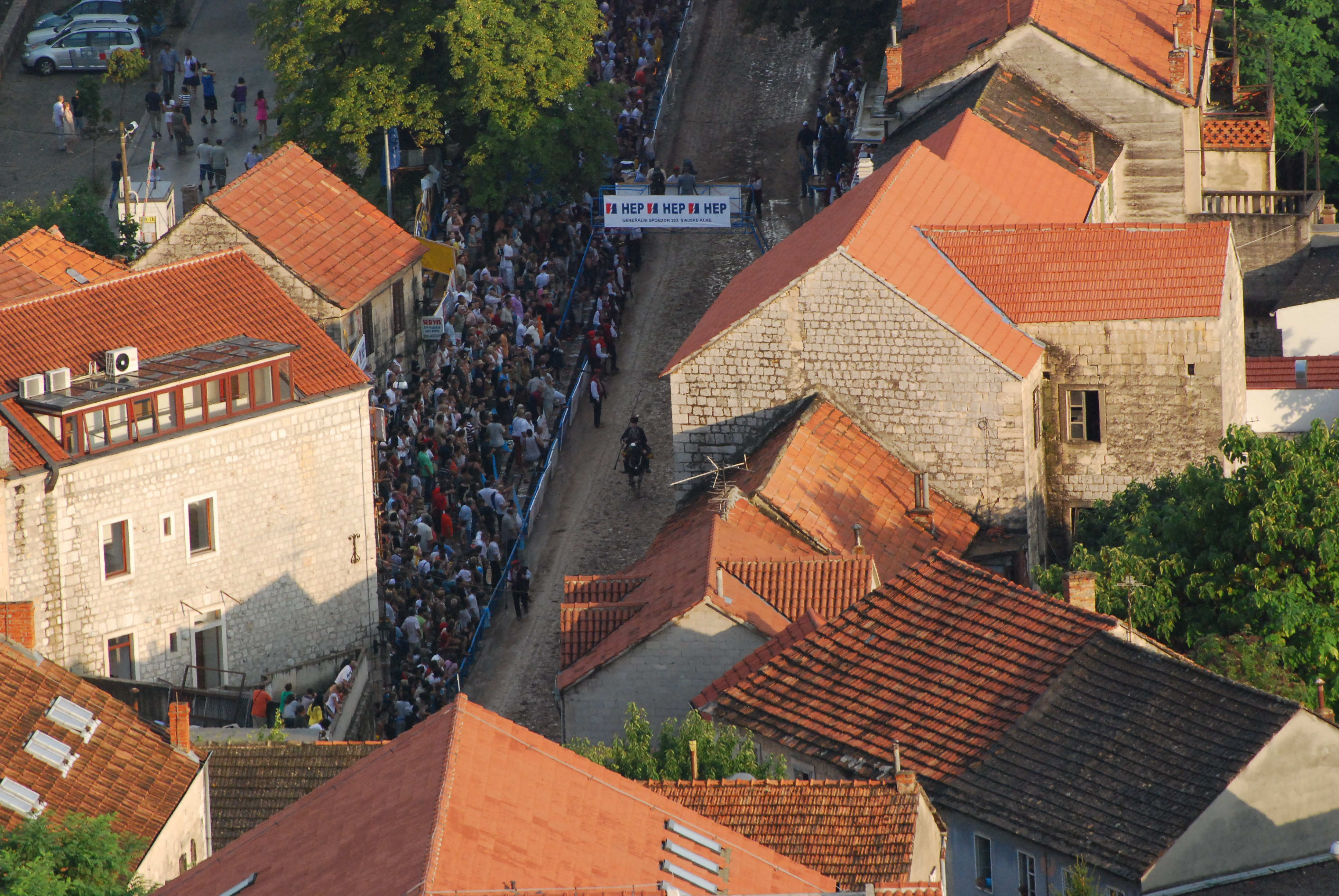
Іподром Алка довжиною 160 м у центрі м.Синь

Алка - це назва цілі, яка використовується в турнірі; вона виконана з двох концентричних кілець, з'єднаних трьома рівномірно розташованими брусками. Ціль вішають на мотузці посередині іподрому. Учасник (Алкар ) їде на коні галопом вниз по трасі і намагається вдарити списом у центральне кільце. Залежно від того, в яку частину цілі він потрапляє, отримує від 1 до 3 балів, і жодного балу, якщо пропустить.  Конкурс складається з трьох турів. Синська алка - це індивідуальне змагання з верхової їзди, в якому можуть брати участь щонайменше 11 та максимум 17 алкарів. Алкар, вершник на коні, повинен проїхати іподром довжиною 160 м повним галопом менше ніж за 12 секунд і спробувати потрапити в центр невеликого залізного кільця, що називається алка. Алка - це кільце, виготовлене з двох концентричних кованих обручів, з'єднаних трьома однаково розташованими спицями. Внутрішнє кільце має діаметр 35 мм, а зовнішнє 132 мм. Для підвішування його на мотузці використовується пружинний затиск поверх зовнішнього кільця. Зберігач встановлює підвісне кільце палицею довжиною 3,22 м і одночасно контролює його висоту, а його помічник натягує мотузку, на якій висить кільце.
Мета гри - зібрати якомога більше очок за три спроби. Все спорядження повинно залишатися на коні  і не можна допустити, щоб впав жоден шматок.